# Hertugdømmet Racibórz
Hertugdømmet Racibórz, også kendt under sit tyske navn hertugdømmet Ratibor, var et af mange schlesiske hertugdømmer beliggende i Øvre Schlesien i grænselandet mellem nutidens Polen og Tjekkiet. Hovedbyen var Racibórz.
Efter at Bolesław 1. den Høje og hans yngre bror Mieszko 4. med støtte fra kejser Frederik Barbarossa havde fået deres arveland i Schlesien i 1163, dannede de hertugdømmet Racibórz i 1172 som Mieszkos territorium. Området bestod af byerne Racibórz, Koźle og Cieszyn med oplande. Mieszkos ret beskedne område voksede første gang i 1177, da han modtog områderne Bytom, Oświęcim, Zator, Pszczyna og Siewierz af sin onkel Kasimir 2. af Polen. I 1202 besatte Mieszko hertugdømmet Opole, efter at hans fætter Jarosław var død, og dermed forenede han Opole og Racibórz.
Da Władysław Opolski, Mieszkos sønnesøn, døde i 1281, delte hans sønner igen hertugdømmet i Racibórz og Opole, og i 1290 blev hertugdømmet Raciborz genetableret med Władysławs yngste søn Przemysław som hertug. På det tidspunkt bestod Raciborz af oplandene for Wodzisław Śląski, Żory, Rybnik, Mikołów og Pszczyna, mens noget af territoriet blev brugt til at etablere hertugdømmerne Cziesyn og Bytom til Przemysławs brødre.
I 1327 blev Przemysławs søn Leszek vasal under kong Johan af Bøhmen, hvorpå hans hertugdømme blev bøhmisk len. Da Leszek døde i 1336 uden efterkommere, indtog Johan Racibórz og gav det til hertug Nicholas 2. af Opava fra Přemyslid-slægten, som formede det forenede hertugdømme Opava og Racibórz. Dette hertugdømme kom til at gennemgå adskillige territoriale ændringer, indtil det i 1521 igen blev forenet med Opole under hertug Jan 2. af Opole. Som hertugdømmet Opole og Racibórz gik det tilbage til de bøhmiske konger af Huset Habsburg. Det blev senere arvet af markgreve Georg af Brandenburg-Ansbach fra Hohenzollern-slægten. En kort periode var det givet i pant til den polske Vasa-slægt, inden det endegyldigt blev annekteret af og indlemmet i kongeriget Preussen i 1742. I 1840 overgik titlen som hertug af Ratibor gik til prins Viktor af Hohenlohe-Schillingfürst.